# Domício Eutrópio
Domício Eutrópio (em latim: Domitius Eutropius) foi um oficial romano do século IV. Pouco se sabe sobre ele, exceto que serviu como presidente da Cilícia em 367/375. Talvez ele pode ser associado ao conde do Oriente homônimo que esteve ativo anos antes.